# 河輪神社
河輪神社（かわわじんじゃ）は、埼玉県児玉郡美里町阿那志の利根川水系小山川支流の志戸川沿いにある神社。祭神は淤迦美神。武蔵国那珂郡の式外社で、旧社格は村社。旧阿那志村の鎮守。

## 由緒
- 延暦15年（796年）7月に坂上田村麻呂が「十条」、「小茂田」、「沼上」、「阿那志」（当社）、「古郡」の五ヶ所に赤城大明神を勧請したことが起源とされている。それゆえに、社殿は社号「北向」の通り、上野国赤城山の方向、真北に向いて建てられている。[1]

慶長年間（1596年～1615年）に、地頭の安藤直次が諏訪大社を勧請し、社号を「諏訪神社」に改称した。
明治28年（1895年）に「河輪神社」に改称した。

社格
- 貞観17年（875）12月5日 - 正六位上[3]
- 明治5年 - 村社[4]
- 明治41年11月9日 - 神饌幣帛料供進社[4]

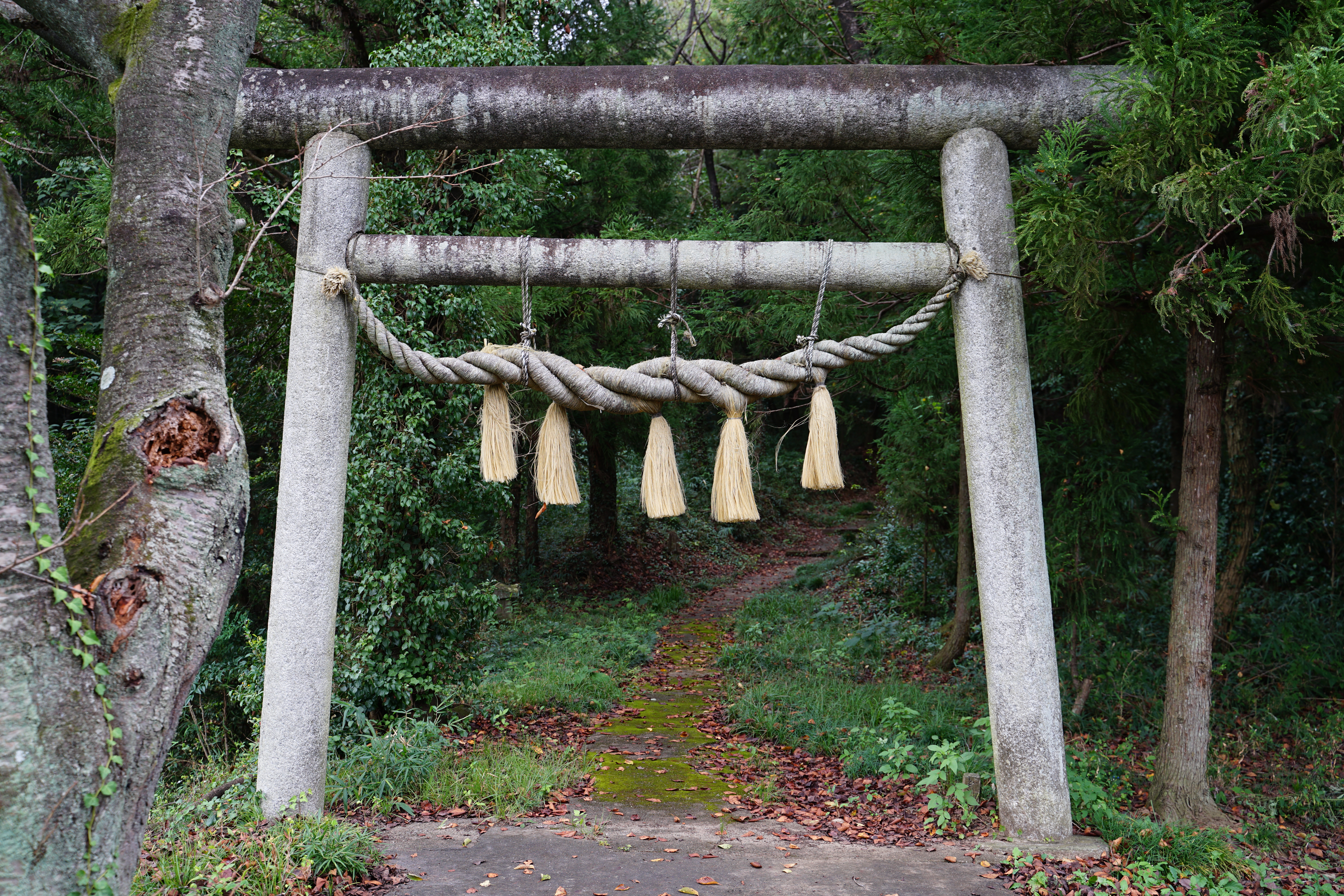
鳥居
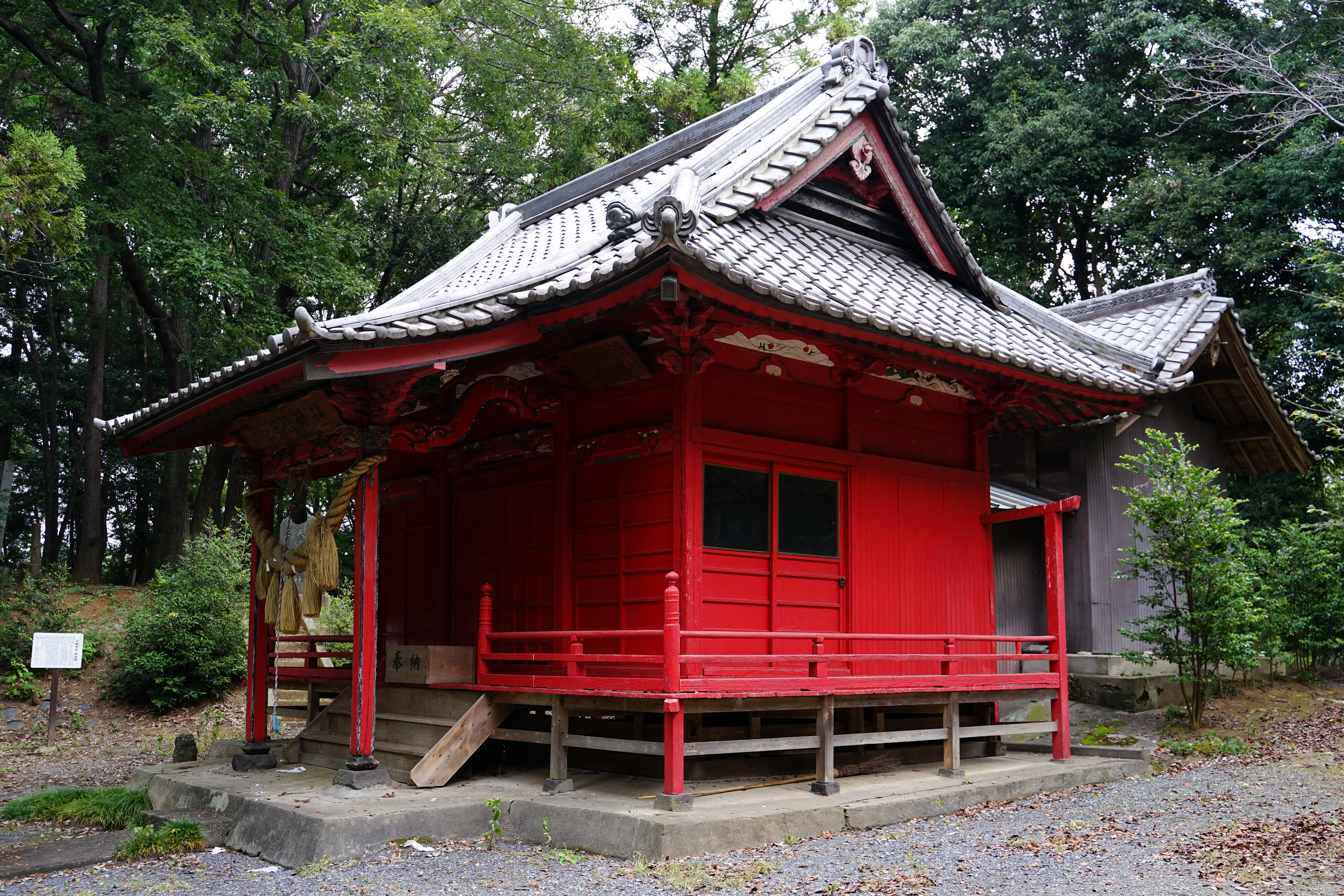
社殿
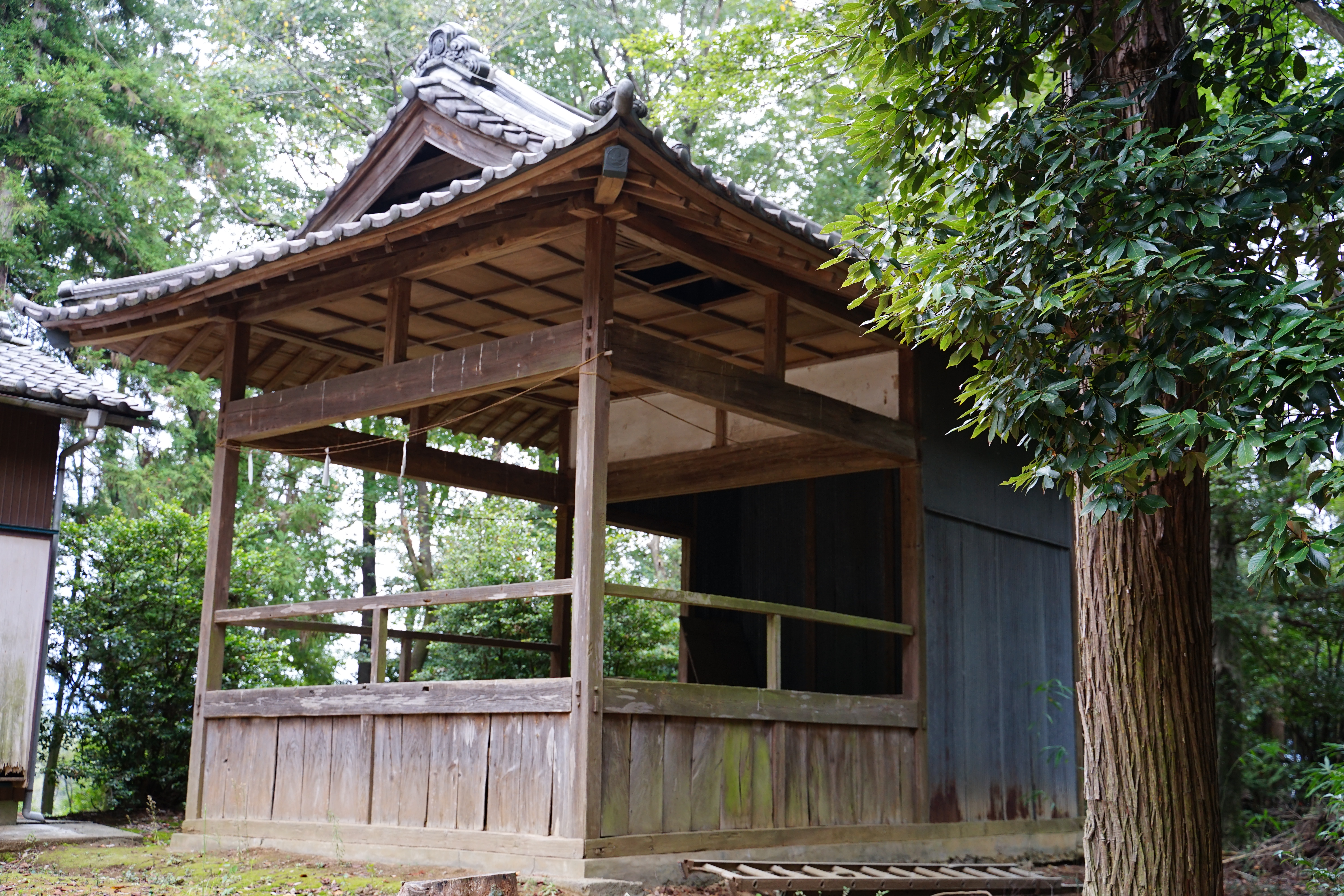
神楽殿

## 境内社

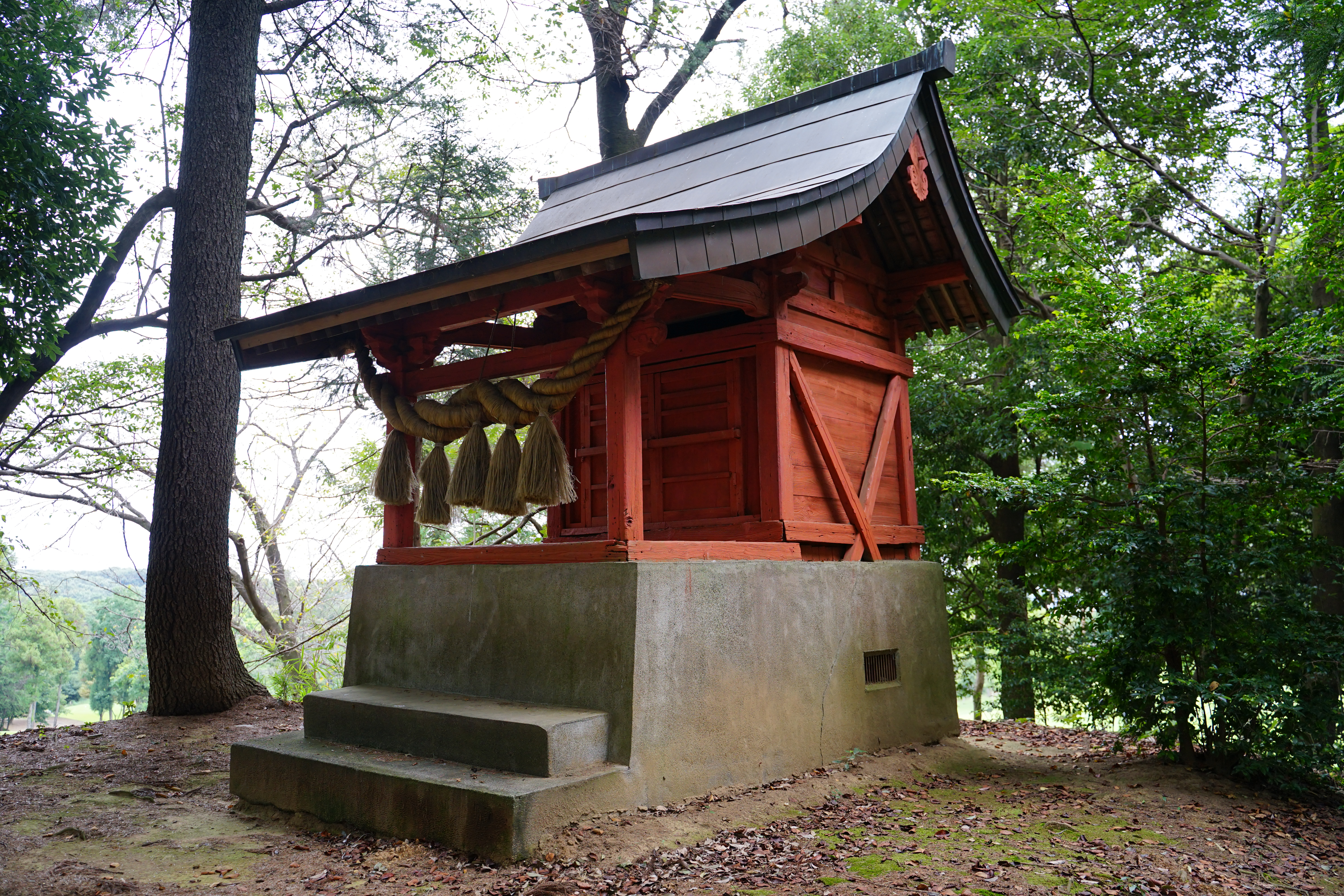
北向神社
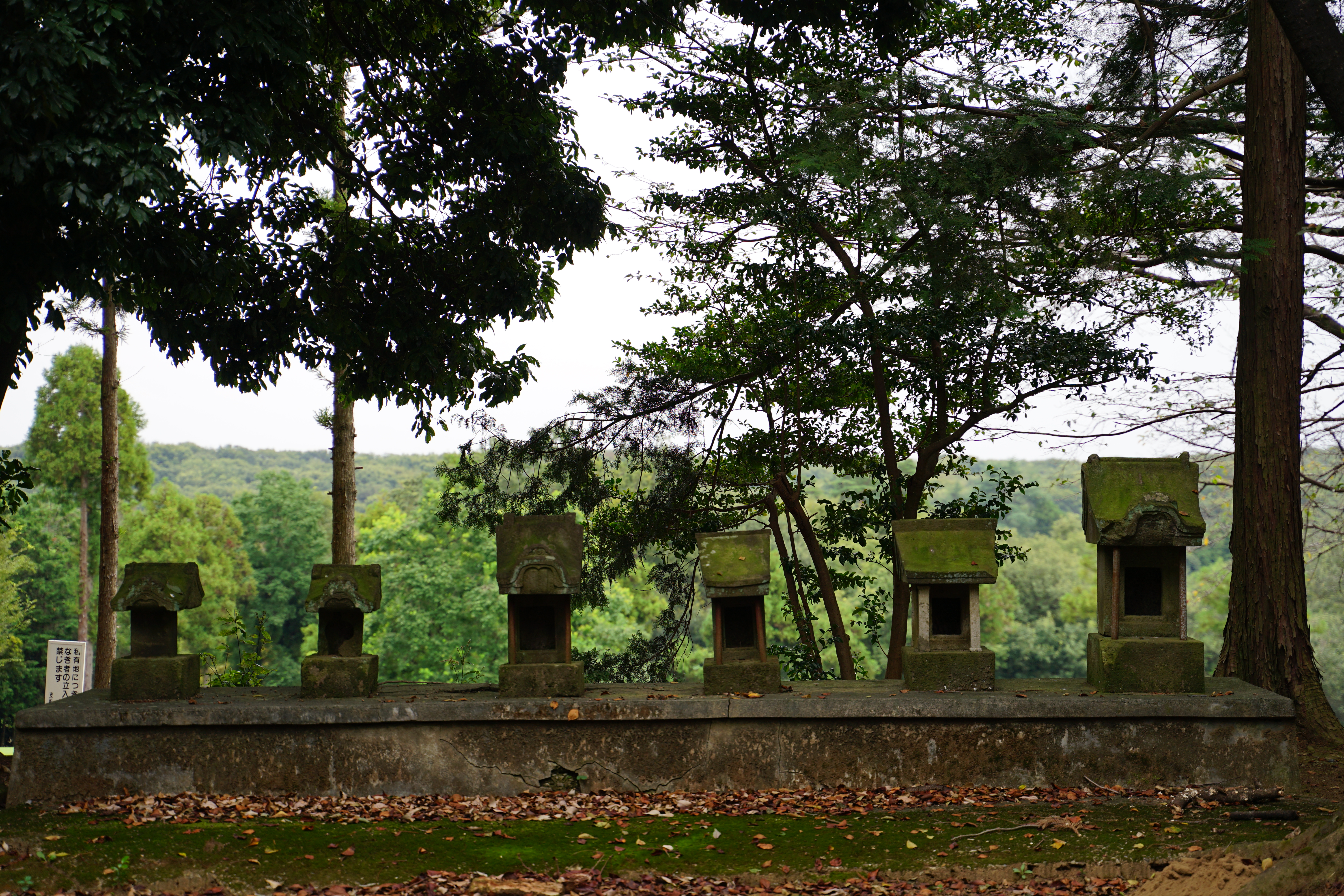
境内社
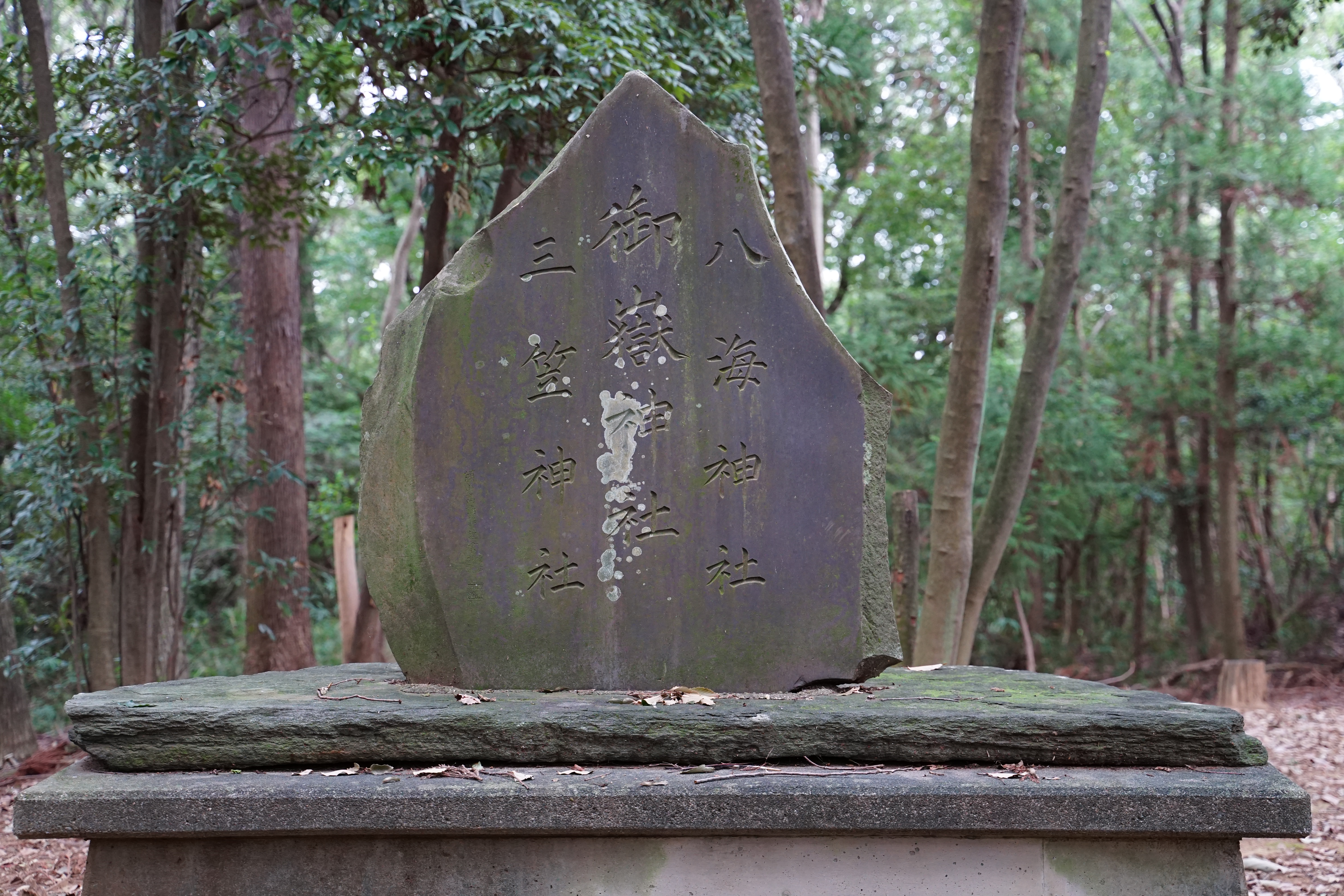
古墳群

## 祭神[4]
主祭神
- 淤迦美神（おかみのかみ）

相殿
慶長年間（1596年～1615年）に勧請した諏訪大社の祭神。
- 健御名方命（たけみなかたのみこと）
- 八坂刀売命（やさかとめのかみ）

## 境内社[2]
明治40年には、以下の4社を遷座した。
- 字新井 北向神社
- 字天神 赤城神社
- 字天神 妙義神社
- 字天神 榛名神社
- 字天神 天手長男神社

明治41年には、以下の2社を遷座した。
- 字横手 御嶽神社
- 字塚田 富士仙元社

- 北向神社
- 境内社
- 古墳群

## 行事[4]
- 新年祭（1月2日）
- 祈年祭（2月25日）
- 例大祭（4月5日）
- 八坂神社祭（7月15日）
- 夏越大祓（7月25日）
- 秋祭り（10月15日）
- 新嘗祭（11月25日
- 師走大祓（12月25日）

## 交通
- JR八高線松久駅から徒歩40分（3km）
- JR高崎線本庄駅南口から武蔵観光バス「寄居車庫」行に乗車。バス停「古都」下車。徒歩20分。